# Ministero del lavoro e delle politiche sociali
Il Ministero del lavoro e delle politiche sociali è un dicastero del governo italiano. Si occupa delle funzioni spettanti allo Stato in materia di politica del lavoro e sviluppo dell'occupazione, di tutela del lavoro e dell'adeguatezza del sistema previdenziale e di politiche sociali, con particolare riferimento alla prevenzione e riduzione delle condizioni di bisogno e disagio delle persone e delle famiglie.
Alla data del 31 gennaio 2025 il ministro è Marina Elvira Calderone, in carica dal 22 ottobre 2022.
Il ministero ha sede nel palazzo Balestra di via Veneto, costruito da Gaetano Koch nel 1891 e dal 2009 ribattezzato palazzo Marco Biagi, in memoria del giuslavorista assassinato dalle Brigate Rosse nel 2002.

## Storia
L'antesignano del dicastero del lavoro era nel governo Boselli il Ministero per l'industria, il commercio ed il lavoro, istituito il 22 giugno 1916. Poco dopo, con r.d. 3 giugno 1920, n. 700, il governo Nitti II provvide alla costituzione del Ministero del lavoro e della previdenza sociale, scorporandolo da tale dicastero.
Successivamente il governo Mussolini, con r.d. 27 apr. 1923, n. 915, provvide alla costituzione del Ministero dell'economia nazionale, destinato a riaccorpare i due predetti dicasteri e il Ministero dell'agricoltura. Con RD 27 settembre 1929, n. 1663, tuttavia, questo nuovo ministero fu soppresso e le sue attribuzioni furono ripartite tra il Ministero dell'agricoltura e delle foreste e il Ministero delle Corporazioni, già istituito nel 1926.
Con RD 9 agosto 1943, n. 718 il Ministero delle Corporazioni viene soppresso e sostituito dal Ministero dell'industria, del commercio e del lavoro il quale, a sua volta, sotto il governo Parri, con d.lgt. 21 giugno 1945 n. 377, venne ripartito in due distinti dicasteri: nel Ministero del lavoro e della previdenza sociale e il Ministero dell'industria e del commercio (dal 1966 Ministero dell'industria, del commercio e dell'artigianato, divenuto nel 2001 Ministero delle attività produttive e nel 2006 Ministero dello sviluppo economico). 
Con D.Lgt. 10 agosto 1945 n. 474 si è provveduto a distribuire le attribuzioni fra i due citati Ministeri. Successivamente, l'organizzazione interna del dicastero viene profondamente rivista col DPR 19 marzo 1955 n. 520 e con la successiva legge n. 628/1961. Con la legge n. 537/1993 viene previsto l'accorpamento degli uffici periferici, effettuato con DM nel 1996. Nel 1997 parte delle funzioni sono investite dal processo di decentramento di poteri alle Regioni di cui al D. Lgs. n. 467/1997. Con il D. Lgs. 30 luglio 1999, n. 300, la cosiddetta riforma Bassanini durante il Governo D'Alema II, l'ordinamento del Governo viene modificato accorpando vari ministeri.
Proprio in tale occasione, viene prevista la costituzione di un nuovo dicastero che sarebbe entrata in vigore con la nuova legislatura nel 2001: tale dicastero viene denominato Ministero del lavoro, della salute e delle politiche sociali, che avrebbe accorpato le funzioni del lavoro e della previdenza precedentemente attribuite al Ministero del lavoro e della previdenza sociale, quelle inerenti alle politiche sociali del Dipartimento per la solidarietà sociale della Presidenza del Consiglio, nonché la materia della salute del Ministero della sanità.
Tuttavia, nel 2001 il Governo Berlusconi II col D.L. 12 giugno 2001, n. 217 conv. nella legge 3 agosto 2001 n. 317, decise la separazione della componente afferente alla salute, con la reistituzione del dicastero che se ne occupava col nuovo nome Ministero della salute, ed erigendo le competenze residue nel Ministero del lavoro e delle politiche sociali. Col Governo Prodi II, nel 2006 il Ministero fu nuovamente diviso dando luogo a tre ministeri: Ministero del lavoro e della previdenza sociale, il Ministero della solidarietà sociale e il Dipartimento per le politiche della famiglia.
La proliferazione dei dicasteri portò ben presto il Gabinetto Prodi a prevederne un accorpamento in 12 ministeri secondo quanto previsto dalla versione originaria del D. Lgs. n. 300/1999, la Riforma Bassanini, disponendolo con la Finanziaria per il 2008, la legge n. 244/2007, all'art. 1, comma 376, e pertanto viene prevista la reistituzione del Ministero del lavoro, della salute e delle politiche sociali, a far data dalla nuova legislatura. E proprio nel 2008, con la caduta del Governo Prodi II e la vittoria del PDL il Governo Berlusconi IV istituì nuovamente il Ministero del lavoro, della salute e delle politiche sociali, nella sua versione originale. Per dare coerenza alla stratificazione normativa che era intervenuta dal 1999 al 2008, con il D.L. 16 maggio 2008 n. 85, conv. in Legge 14 luglio 2008 n. 121, recante Disposizioni urgenti per l'adeguamento delle strutture di Governo in applicazione dell'articolo 1, commi 376 e 377, della legge 24 dicembre 2007, n. 244, il Governo adeguando le strutture di Governo mediante accorpamenti: il Ministero del lavoro, della salute e delle politiche sociali accorpò le funzioni del Ministero del lavoro e della previdenza sociale, del Ministero della solidarietà sociale e del Ministero della salute.
Il Dipartimento per le politiche della famiglia venne riassorbito presso Presidenza del Consiglio dei ministri come Dipartimento. Ben presto ci si rese conto della difficoltà nel fondere competenze così dissimili quali lavoro, previdenza, politiche sociali e salute, pur facenti tutte parti del settore definito welfare, e nel 2009 il Governo Berlusconi IV presentò un disegno di legge per la reistituzione del dicastero della salute.
Con la legge 13 novembre 2009 n. 172, recante Istituzione del Ministero della Salute e incremento del numero complessivo dei Sottosegretari di Stato, il Ministero della salute viene reistituito scorporandolo dal predetto Ministero del lavoro, della salute e delle politiche sociali e pertanto, dal 13 dicembre 2009, opera anche il Ministero del lavoro e delle politiche sociali.
Con l'ampia riforma del lavoro detta "Jobs Act", del Governo Renzi, il Ministero del lavoro in seguito soprattutto ai D. Lgs. n. 149/2015 e n. 150/2015 ha profondamente modificato la sua organizzazione perdendo due Direzioni Generali e tutta l'articolazione periferica per l'istituzione dell'Ispettorato Nazionale del Lavoro e dell'Aspal oltre ad aver in parte mutato la propria presenza sul territorio nazionale.

## Descrizione

### Competenze
Il Ministero del Lavoro e delle Politiche Sociali è competente per tutte le funzioni spettanti allo Stato in materia di politica del lavoro e sviluppo dell'occupazione, di tutela del lavoro e dell'adeguatezza del sistema previdenziale e di politiche sociali, con particolare riferimento alla prevenzione e riduzione delle condizioni di bisogno e disagio delle persone delle famiglie, la solidarietà, i flussi di immigrazione insieme alle Prefetture o con lo Sportello dell'immigrazione.
In particolare, il dicastero determina in materia di politiche sociali e previdenziali:
- i principi ed obiettivi della politica sociale, i criteri generali per la programmazione della rete degli interventi di integrazione sociale; gli standard organizzativi delle strutture interessate;
- gli standard dei servizi sociali essenziali; i criteri di ripartizione delle risorse del Fondo nazionale per le politiche sociali, politica di tutela abitativa a favore delle fasce sociali deboli ed emarginate;
- l'assistenza tecnica, a richiesta degli enti locali e territoriali;
- cura i rapporti con gli organismi internazionali, coordinamento dei rapporti con gli organismi comunitari;
- prevede i requisiti per la determinazione dei profili professionali degli operatori sociali e per la relativa formazione;
- effettua il controllo e la vigilanza amministrativa e tecnico-finanziaria sugli enti di previdenza e assistenza obbligatoria e sulle organizzazioni non lucrative di utilità sociale e sui patronati.

In materia di politiche del lavoro e dell'occupazione e tutela dei lavoratori:
- stabilisce l'indirizzo, la programmazione, lo sviluppo, il coordinamento e la valutazione delle politiche del lavoro e dell'occupazione;
- dispone la gestione degli incentivi alle persone a sostegno dell'occupabilità e della nuova occupazione;
- determina le politiche della formazione professionale come strumento delle politiche attive del lavoro, nonché l'indirizzo, la promozione e il coordinamento in materia di collocamento e politiche attive del lavoro;
- effettua la vigilanza dei flussi di entrata dei lavoratori esteri non comunitari; cura il raccordo con organismi internazionali, la conciliazione delle controversie di lavoro individuali e plurime e la risoluzione delle controversie collettive di rilevanza pluriregionale;
- effettua la conduzione del sistema informativo del lavoro (SIL);
- sorveglia le condizioni di sicurezza nei posti di lavoro e i profili di sicurezza dell'impiego sul lavoro di macchine, impianti e prodotti industriali, con esclusione di quelli destinati ad attività sanitarie e ospedaliere e dei mezzi di circolazione stradale.

Prima dell'istituzione dell'INL disponeva le ispezioni sul lavoro e il controllo sulla disciplina del rapporto di lavoro subordinato, autonomo o parasubordinato, a prescindere dal contratto di lavoro tipico od atipico di volta in volta utilizzato; curava l'assistenza e l'accertamento delle condizioni di lavoro degli italiani all'estero.
In materia di Fondi pensione bisogna ricordare l'attività dell'autorità amministrativa indipendente di settore, la Commissione di Vigilanza sui fondi Pensione - COVIP, istituita ai sensi del D. Lgs. 21 aprile 1993 n. 124, e completamente autonoma dal Ministero, che ha il compito di garantire ed assicurare la trasparenza e la correttezza nella gestione e nell'amministrazione dei fondi pensione.
In materia di sciopero è presente la Commissione di garanzia dell'attuazione della legge sullo sciopero nei servizi pubblici essenziali, che è un'autorità amministrativa indipendente, istituita dall'art. 12 della L. 12 giugno 1990, n. 146, quale garante dei servizi pubblici nei periodi in cui sono proclamati gli scioperi.

### Organizzazione

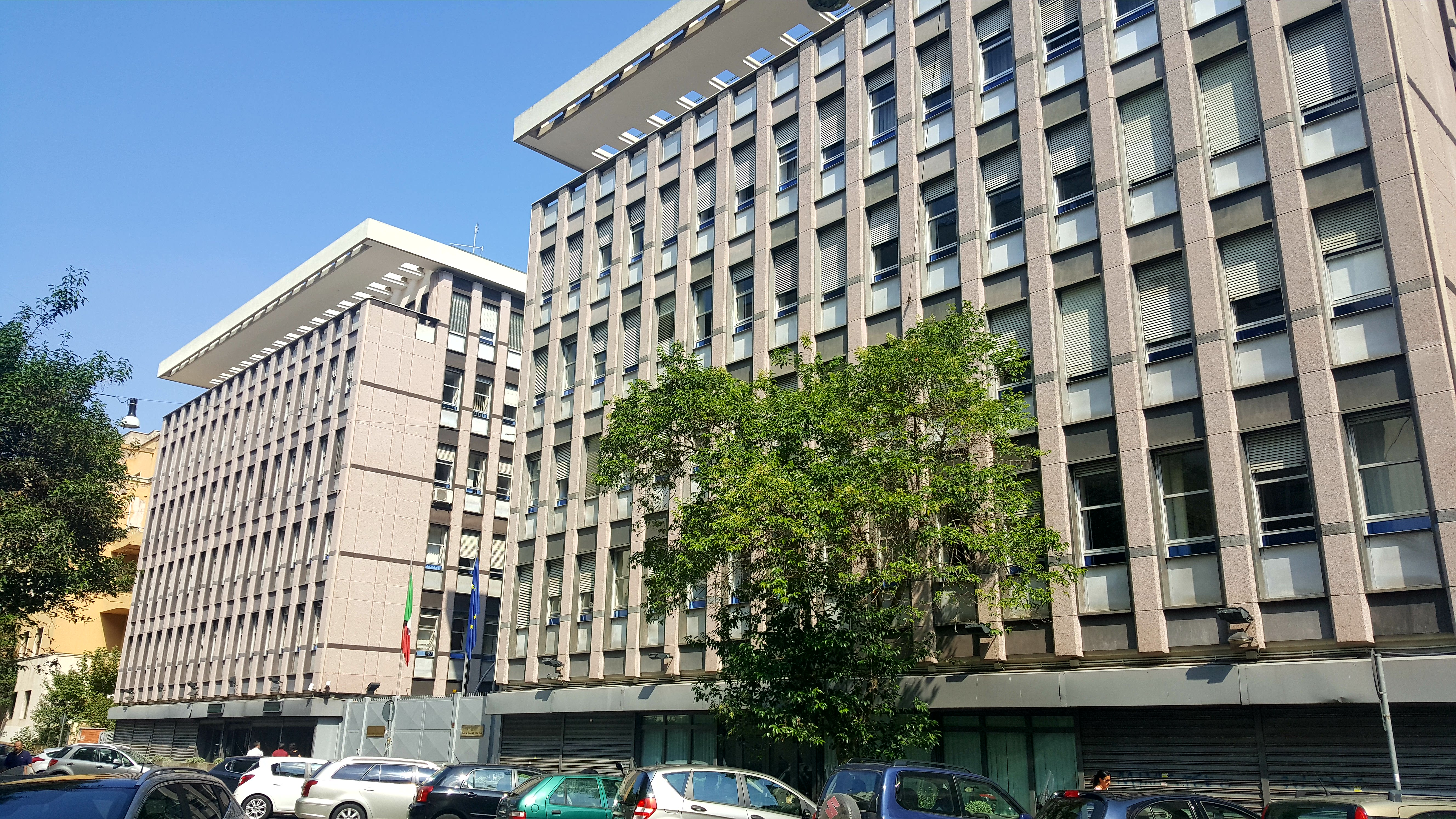
Sede di Roma, Via Fornovo, 8

Il dicastero è organizzato su uffici di staff dipendenti direttamente dal vertice politico e uffici propri del ministero. A seguito del Decreto del Presidente della Repubblica 7 aprile 2011, n. 144, recante "Regolamento recante la riorganizzazione del Ministero del lavoro e delle politiche sociali", in vigore dal 9-9-2011, l'organizzazione è stata riformata.
Questi gli uffici di staff:
- il Ministro;
- i Sottosegretari di Stato;
- gli Uffici di diretta Collaborazione;
- il Segretariato Generale;
- Biblioteca;
- Nucleo di Valutazione della Spesa Previdenziale.

Sono strutture proprie del Ministero, le 10 Direzioni Generali in cui è diviso:
1. D.G. per le Politiche del Personale, l'Innovazione, il Bilancio e la Logistica;
2. D.G. per la Comunicazione e l'Informazione in Materia di Lavoro e Politiche Sociali;
3. D.G. per le Politiche Attive e Passive del Lavoro;
4. D.G. delle Relazioni Industriali e dei Rapporti di Lavoro;
5. D.G. per le Politiche dei Servizi per il Lavoro;
6. D.G. per le Politiche Previdenziali e Assicurative;
7. D.G. per l'Inclusione e le Politiche Sociali;
8. D.G. per il Terzo Settore e le Formazioni Sociali;
9. D.G. dell'Immigrazione e delle Politiche di Integrazione.

### Uffici periferici
Allo stato il Ministero non ha alcun ufficio periferico diretto, fatta eccezione per gli Uffici di Collocamento della Gente di Mare - UCGM, in numero di 29, incardinati presso le Capitanerie di Porto - Uffici della Guardia Costiera del Ministero delle infrastrutture e dei trasporti suddivisi in 14 Direzioni Marittime, presso cui operano gli Uffici di collocamento, che dipendono funzionalmente, appunto, dal Ministero del lavoro e delle politiche sociali ex DPR 18 aprile 2006, n. 231.
Si ricorda che il dicastero a livello territoriale, prima dell'istituzione dell'Ispettorato nazionale del lavoro, era organizzato nei seguenti uffici:
- le Direzioni Interregionali del Lavoro - DIL, con sede nei capoluoghi regionali, in numero di 4, ossia Milano, Venezia, Roma e Napoli, con compiti di coordinamento sulle Direzioni Territoriali del Lavoro. Non sono presenti in Sicilia ed in Trentino-Alto Adige;
- le Direzioni Territoriali del Lavoro - DTL, con sede pressoché in ogni Provincia, in numero di 74. Da esse dipendevano gli Ispettori del Lavoro. Non sono presenti in Sicilia ed in Trentino-Alto Adige, in quanto funzioni proprie delle regioni, da cui gli uffici dipendono. Da notare che in Sicilia prendono il nome di Ispettorati Regionali della Regione Siciliana.

### Comando carabinieri per la tutela del lavoro
Dal Ministero del Lavoro dipende funzionalmente anche il Comando carabinieri per la tutela del lavoro, con una presenza capillare in tutte le Direzioni regionali e terriroriali del lavoro, ed esattamente 101 Nuclei ispettorato del lavoro presso le Direzioni territoriali del lavoro - Servizio Ispezione del Lavoro, in ogni capoluogo di provincia.
In Sicilia, non essendo presenti le DTL o la DRL, è presente un Nucleo di Coordinamento Regionale della Regione Siciliana, che sovrintende all'attività dei 9 Nuclei presenti nell'isola, mentre non vi è alcun alcuna sezione in Trentino-Alto Adige. Tale assetto lo si deve alle forme di ampia autonomia di cui godono le predette Regioni a statuto speciale.

### Ufficio della consigliera nazionale di parità
Presso il Ministero del lavoro e delle politiche sociali è ubicato l'Ufficio della consigliera nazionale di parità, regolato dal Codice delle pari opportunità tra uomo e donna, di cui al d.lgs. 11 aprile 2006, n. 198. L'Ufficio è funzionalmente autonomo nonché dotato del personale e delle strutture necessarie per lo svolgimento dei suoi compiti.
La Consigliera viene nominata d'intesa tra il Ministro del lavoro e delle politiche sociali con il Ministro per le pari opportunità.

## Enti vigilati
L'ISTAT ogni anno compila l'elenco delle pubbliche amministrazioni. Tale elenco individua le pubbliche amministrazioni ai sensi dell'art. 5 c. 7 del D.L. 12/2012 che sostituisce il c. 2 dell'art. 1 della L. 196/2009.
In applicazione del Sistema europeo dei conti nazionali e regionali (Sec95) per l'ISTAT, indipendentemente dal regime giuridico (pubblico o privato) che la regola, una Unità istituzionale è classificata nel settore delle Amministrazioni Pubbliche (Settore S13) se:
- è di proprietà o amministrata o controllata da amministrazioni pubbliche;
- non deve vendere sul mercato o, in caso contrario, deve vendere a prezzi non economicamente rilevanti (cioè i ricavi non devono eccedere il 50% dei costi di produzione dei servizi). Nel caso in cui i ricavi fossero superiori al 50% dei costi di produzione si sarebbe in presenza di enti “market” (di mercato) e non di amministrazioni pubbliche.

Anche le casse di previdenza dei liberi professionisti ai sensi del d.lgs. 509/1994 e 103/1996, ancorché con personalità giuridica privata quali sono le associazioni o le fondazioni, sono quindi pubbliche amministrazioni.

### Enti di diritto pubblico ovvero enti pubblici
Il Ministero del lavoro e delle politiche sociali pone sotto la propria vigilanza le seguenti agenzie, istituite nel 2015:
- l'Ispettorato nazionale del lavoro: istituito dal D. Lgs. n. 149/2015, con compiti di vigilanza sul lavoro;
- l'Agenzia Nazionale per le Politiche Attive del Lavoro - ANPAL, istituita ai sensi del D. Lgs. n. 150/2015, che si occupa del coordinamento a livello nazionale, insieme alle regioni delle politiche attive in materie di lavoro, ossia collocamento dei lavoratori, assegni di disoccupazione, ora NASPI, ricollocamento, ecc.

Inoltre, il dicastero del lavoro vigila gli enti previdenziali, nei cui organi di governo nomina componenti, revisori o eventualmente commissari. Essi sono:
- l'INPS, l'istituto di previdenza dei lavoratori pubblici o privati subordinati, parasubordinati od autonomi che non abbiano una propria cassa tra quelle sotto elencate;
- l'INAIL, l'ente assicurativo per gli infortuni sui luoghi di lavoro, compreso il mare.

Sino al 2011, vi erano inoltre l'INPDAP, l'istituto di previdenza dei lavoratori del settore pubblico e l'ENPALS, l'ente di previdenza per i soli lavoratori dello spettacolo, entrambi soppressi ed accorpati all'INPS ex art. 21 d.l. 201/2011, convertito nella l. 214/2011.

### Pubbliche amministrazioni con personalità giuridica di diritto privato
Il Ministero vigila sugli enti e sulle fondazioni previdenziali di professionisti o lavoratori autonomi, riordinate ai sensi della legge delega 24 dicembre 1993 n. 537 e del D. Lgs. 30 giugno 1994 n. 509 di attuazione, relativi alla privatizzazione della loro organizzazione, mediante trasformazione in associazione o fondazione quindi con persona giuridica di diritto privato, ma comunque pubblica amministrazione e su quelli di nuova istituzione ai sensi del D.Lgs.10 febbraio 1996, n. 103.
Essi sono:
Le casse trasformate con il d.lgs. 509/1994, indicate nell'Elenco A dello stesso decreto legislativo (v. all. A):
- la Cassa nazionale di previdenza e assistenza forense, l'ente di previdenza autonomo degli avvocati;
- la Cassa nazionale di previdenza e assistenza dei dottori commercialisti, l'ente di previdenza autonomo dei commercialisti;
- la Cassa italiana di previdenza e assistenza dei geometri, l'ente di previdenza autonomo dei geometri;
- l'Inarcassa - Cassa nazionale di previdenza ed assistenza per gli ingegneri ed architetti liberi professionisti;
- la Cassa nazionale del notariato, l'ente di previdenza autonomo dei notai;
- la Cassa nazionale di previdenza ed assistenza a favore dei ragionieri e periti commerciali, l'ente di previdenza autonomo dei ragionieri e periti commerciali;
- l'ENASARCO - Ente nazionale di assistenza degli agenti e rappresentanti di commercio;
- l'ENPACL - Ente nazionale di previdenza ed assistenza per i consulenti del lavoro;
- l'ENPAM - Ente nazionale di previdenza ed assistenza medici ed odontoiatri, costituita in forma di fondazione con compiti di previdenza;
- l'ENPAF - Ente nazionale di previdenza e di assistenza farmacisti;
- l'ENPAV - Ente nazionale di previdenza ed assistenza dei veterinari, ente associativo con personalità di diritto privato;
- l'ENPAIA - Ente nazionale di previdenza per gli addetti e per gli impiegati in agricoltura;
- il FASC - Fondo nazionale di previdenza per i lavoratori delle imprese di spedizione, corrieri e delle agenzie marittime raccomandatarie e mediatori marittimi, con forma di fondazione privata con compiti previdenziali per tutti gli agenti spedizionieri ed i corrieri, nonché per i lavoratori nell'ambito della mediazione marittima;
- l'INPGI, l'Istituto nazionale di previdenza dei giornalisti italiani;
- l'ONAOSI - Opera nazionale assistenza orfani sanitari italiani, la fondazione privata di sostegno, formazione ed educazione di orfani figli di medici, odontoiatri, veterinari e farmacisti.

Le casse nate con il D.Lgs. 103/1996 indicate nel Primo Rapporto ADEPP:
- l'ENPAB, l'Ente nazionale di previdenza e assistenza a favore dei biologi;
- l'ENPAPI, l'Ente di previdenza e assistenza in favore degli infermieri professionali, assistenti sanitari e vigilatrici d'infanzia;
- l'ENPAP, l'Ente nazionale di previdenza ed assistenza per gli psicologi;
- Ente nazionale di previdenza per gli addetti e per gli impiegati in agricoltura (ENPAIA - gestione separata periti agrari e gestione separata per gli agrotecnici);
- l'EPPI, l'Ente di previdenza dei periti industriali;
- Istituto nazionale di previdenza ed assistenza dei giornalisti italiani "Giovanni Amendola" (INPGI - gestione separata)
- l'EPAP, l'Ente di previdenza ed assistenza pluricategoriale per dottori agronomi, dottori forestali, attuari, chimici e geologi.

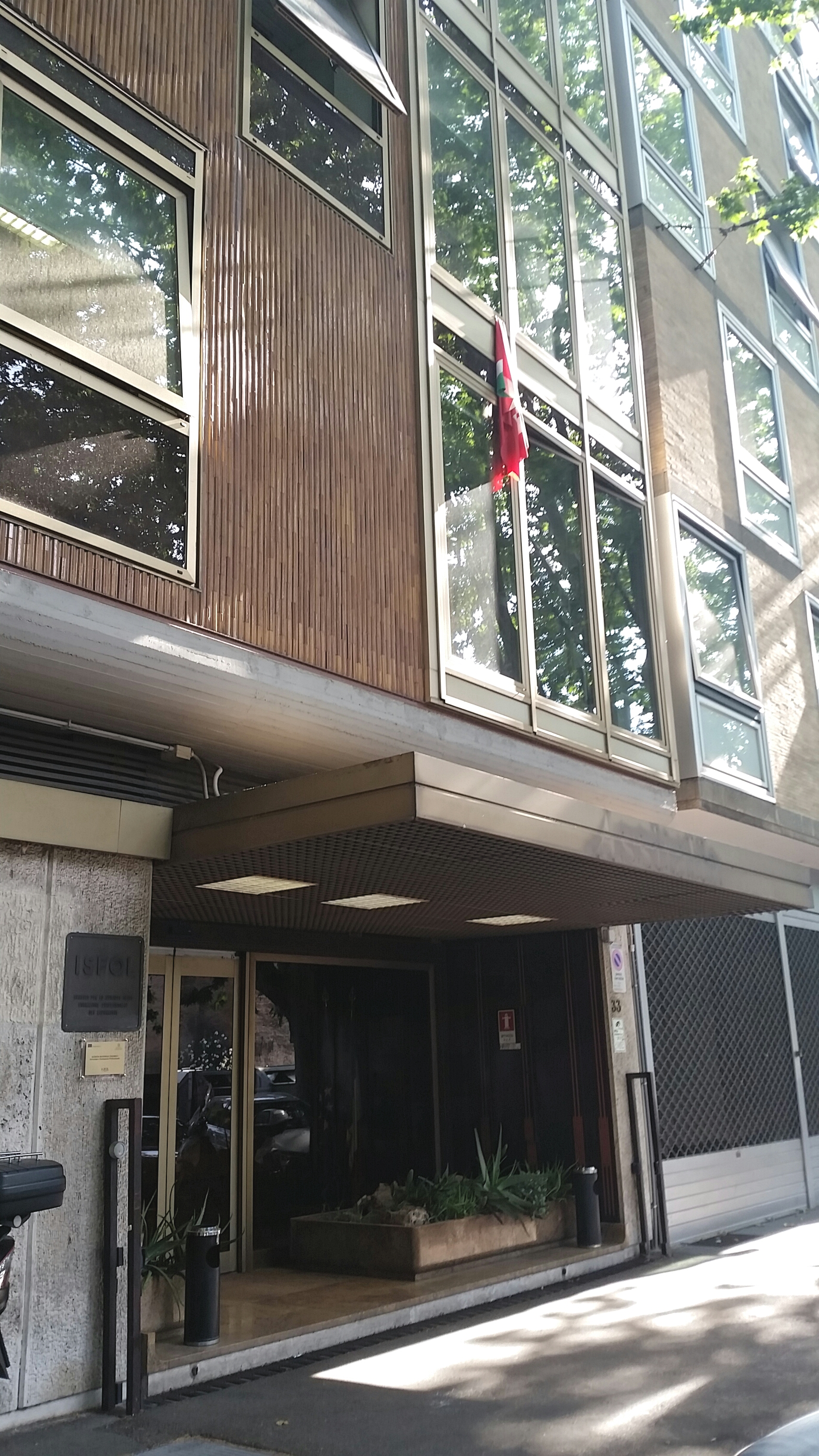
Sede ISFOL a Roma, Corso d'Italia, 33

Il Ministero del lavoro vigila anche su ulteriori organismi. Essi sono:
- Italia Lavoro S.p.a., società di capitale interamente pubblico per la promozione e per la gestione di azioni nel campo delle politiche del lavoro, dell'occupazione e dell'inclusione sociale;
- ISFOL, l'Istituto per lo Sviluppo della Formazione Professionale dei Lavoratori, quale ente pubblico di ricerca. L'istituto svolge e promuove attività di studio, ricerca, sperimentazione, documentazione, valutazione, informazione, consulenza e assistenza tecnica per lo sviluppo della formazione professionale, delle politiche sociali e del lavoro; con l'art. 7 del Decreto Legge n. 78 del 31 maggio 2010 (convertito nella legge n. 122 del 30 luglio 2010), all'ISFOL viene accorpato l'Istituto per gli Affari Sociali - IAS, già denominato Istituto Italiano di Medicina Sociale - IIMS, ente di diritto pubblico di ricerca e formazione che svolgeva attività di ricerca, di consulenza strategica, di assistenza tecnica e di formazione in materia di politiche sociali, compreso l'ambito delle professioni e del lavoro nel campo sociale. Lo svolgimento delle attività di ricerca a supporto dell'elaborazione delle politiche sociali dello IAS confluisce nell'ambito dell'organizzazione dell'ISFOL in una delle macroaree già esistenti.

## Commissioni e organi consultivi
Presso il Ministero avevano la sede alcuni organi consultivi, comitati e gruppi di lavoro: 
- Consulta Nazionale sull'alcol e sui problemi alcol-correlati;
- Consulta per i problemi degli stranieri immigrati e delle loro famiglie;
- Consulta degli esperti e degli operatori sociali sulle tossicodipendenze;
- Centro Nazionale di documentazione e analisi per l'Infanzia e l'adolescenza;
- Commissione di indagine sull'esclusione sociale;
- ChildONEurope;
- L'Europe de l'Enfance;
- Osservatorio Nazionale dell'Associazionismo;
- Osservatorio Nazionale per il Volontariato;
- Osservatorio Nazionale per l'Infanzia e l'Adolescenza;
- Osservatorio per il disagio giovanile legato alle dipendenze.